# 주오역
주오역(일본어: 十王駅, じゅうおうえき)은 일본 이바라키현 히타치시에 있는 동일본 여객철도의 철도역이다. 2004년 3월 13일에 지금의 이름으로 바뀌었으며, 원래 역이름은 "가와지리 역" (일본어: 川尻駅)이었다.

## 역 구조
섬식 1면 2선 구조의 지상역이다. 배리어프리 차원에서 에스컬레이터와 엘리베이터를 운영하고 있으며, 개찰구에서는 스이카 및 제휴 교통카드의 사용이 가능하다.
석탄 수송을 목적으로, 주오 역에서 "구시가타"라는 탄광으로 이어지는 전용 철도가 운영되고 있었지만, 현재는 문을 닫았다.

### 승강장
| 1 | ■ 조반선 | 미토 · 쓰치우라 · 우에노 · 도쿄 · 시나가와 방면 (우에노도쿄라인) |
| 2 | ■ 조반선 | 다카하기 · 이와키 · 히로노 방면                                  |

## 역사
- 1897년 2월 25일 ― 닛폰 철도의 역으로 개업했다. 당시 역이름은 가와지리였다.
- 1906년 11월 1일 ― 국유화에 따라 일본국유철도의 소속이 되었다.
- 1987년 4월 1일 ― 민영화에 따라 동일본 여객철도의 소속이 되었다.
- 2004년 3월 13일 ― 지금의 역이름 "주오"로 바뀌었다.

## 인접역
| 동일본 여객철도 조반선 | 동일본 여객철도 조반선 | 동일본 여객철도 조반선 |
| ---------------------- | ---------------------- | ---------------------- |
| 오기쓰 미토 방면       | ■ 조반선               | 다카하기 이와키 방면   |